# Stéphane de Rosnay
Pour les articles homonymes, voir Rosnay.
 (juillet 2010).
 (septembre 2018).
Stéphane de Rosnay, né le 12 janvier 1962 à Boulogne-Billancourt et mort le 12 mars 2015  à Limoges, est un journaliste, éditeur de presse et producteur français.

## Carrière
Il débute en 1980 en tant que directeur d'une filiale de l'agence de publicité RSCG, alors indépendante. Il dirige ensuite des départements au sein des agences NCK (devenue FCB) et Dyade. 
En 1986, il abandonne la publicité et devient rédacteur en chef adjoint de l'hebdomadaire 7 à Paris, au sein du groupe Hachette Filipacchi. Avec Alain Kruger, rédacteur en chef de ce magazine, il met au point une nouvelle formule de ce « news » parisien créé par Pierre Cornély en 1981. 
Parallèlement, il est chroniqueur dans l'émission L'Assiette anglaise de Bernard Rapp, sur Antenne 2, diffusée en direct du Saint James's Club, tous les samedis à 13 h 15. Cette émission obtient, en 1989, le 7 d'Or du meilleur magazine (d'information et culturel, une seule catégorie regroupant alors tous les « magazines » télédiffusés). 
En 1989, il prend la rédaction en chef du mensuel Lui (Hachette Filipacchi). Parallèlement, il est chroniqueur dans My Télé Is Rich, de Bernard Rapp, magazine diffusé en direct sur Antenne 2 le mercredi à 22 h 30. Il est ensuite journaliste permanent au service politique d'Antenne 2. 
En 1993, il fonde avec Daniel Filipacchi l'hebdomadaire Infos du Monde, dont il est directeur de la publication, de la rédaction, directeur artistique, maquettiste et aussi gérant de la société éditrice (filiale Hachette Filipacchi). Avec Patrick Timsit, il produit pour France 2 une déclinaison télé de cet hebdo, On nous cache tout, on nous dit rien, émission présentée par Arthur et Jean-François Halin qui sera enterrée par Libération et Le Monde le jour de la diffusion de son premier (et unique) numéro pour cause de « danger de confusion des genres », les fausses infos étant présentées comme authentiques. En 1999, il lance le quotidien Le Dernier combat, qui se veut un média entièrement subjectif ; le journal ne vit que quelques jours. À partir de cette même année, il est pigiste permanent et salarié du Canard enchaîné, hebdomadaire pour lequel il décortique la presse internationale, alimentant des rubriques telles que « Quelle causerie la guerre ! » (conflit du Kosovo). Il crée et rédige plusieurs rubriques hebdomadaires, « C'est du bog », consacrée au bogue de l'an 2000, et « Pas très Net », rubrique Internet de l'hebdo qui disparaîtra quand il quittera le journal, fin 2001. 
En 2000, il devient directeur de l'information de CanalWeb, opérateur de télévision sur Internet créé par Jacques Rosselin, et anime l'émission quotidienne de cette chaîne, La Grand-Messe, au cours de laquelle des personnalités commentent en direct les journaux télévisés de TF1 et France 2. Parmi ses invités, Jean-Luc Mélenchon, alors ministre du gouvernement Jospin, s'en prend violemment à Tony Blair, ce dont tous les médias parleront, du Figaro au Monde. 
Il s'associe avec Frédéric Lafeuille en 2001 et publie plusieurs pastiches, du Monde, du Canard ou encore du Figaro mais aussi des journaux plus « sérieux », dont Un doigt d'actualité et Le Fouteur de merde. Ces derniers se distinguaient notamment par leurs maquettes « à l'ancienne » proches de celle du Canard enchaîné, y compris au niveau du code couleurs.
Il est aussi l'auteur de livres pastiches, tels que Larry Bodter met de l'ordre à Phoenix, Arizona ou Bien entendu... C'est faux. Fin 2014, il coécrit Le stupide français avec Frédéric Lafeuille (signé Eric Zelourd), un livre tournant en dérision le best-seller d'Éric Zemmour, Le Suicide français. 
Stéphane de Rosnay a en outre vécu près de sept ans aux États-Unis, à Los Angeles, Scottsdale, San Francisco et Las Vegas, où il a entre autres collaboré au groupe Universal (avant sa fusion avec Vivendi), ainsi que deux ans à Amsterdam et deux ans à Barcelone.  
Il était au moment de sa mort éditeur de presse (Le Monte, Le Nouvel Indigné…) et de sites Internet. 
En février 2015, dans le journal Le Connard, il répond publiquement, avec malice, à une lettre de Richard Malka, avocat controversé de Charlie Hebdo, sommant Frédéric Lafeuille, gérant de la société éditrice Sonora Média, de ne pas publier une parodie de l'hebdo – un projet évoqué brièvement en interne et annoncé aux Messageries Lyonnaises de Presse, avant d'être abandonné bien avant la réception de la missive en question.